# Thomas Hildebrandt
Thomas B. Hildebrandt (geboren 1963 in Berlin, Deutschland) ist ein deutscher Veterinärmediziner und Forscher für den Artenschutz. Er leitet die Abteilung Reproduktionsmanagement am Leibniz-Institut für Zoo- und Wildtierforschung (IZW) in Berlin und hat einen Lehrstuhl für Wildtierreproduktionsmedizin an der veterinärmedizinischen Fakultät der Freien Universität Berlin inne.

## Forschung
Thomas Hildebrandt ist seit den Neunzigerjahren ein Pionier des Einsatzes von Ultraschall bei Zoo- und Wildtieren, insbesondere im Rahmen der Forschung zu Reproduktion und Assistierten Reproduktiven Technologien (ART).
Er war an der Entdeckung und Beschreibung des Endotheliotropen Elefanten-Herpesvirus (EEHV) beteiligt und hat neben Grundlagenforschung zur Biologie und Fortpflanzung von Elefanten ein erfolgreiches Programm zur künstlichen Besamung von Zooelefanten ins Leben gerufen – unter anderem mit Spermien wilder Afrikanischer Elefanten. – wodurch bis 2021 insgesamt 38 Afrikanische und Asiatische Elefantenkälber geboren wurden.
Er leitet aktuell im Projekt „BioRescue“ ein internationales Konsortium, welches das nördliche Breitmaulnashorn (Ceratotherium simum cottoni), von dem nur noch zwei unfruchtbare weibliche Individuen leben, durch Assistierte Reproduktive Technologien und stammzellbasierte Methoden retten möchte. Dieses laufende Projekt wird finanziell durch das Bundesministerium für Bildung und Forschung unterstützt und soll als Vorlage dafür dienen, kritisch bedrohte Tierarten vor dem Aussterben zu bewahren.

## Preise
- Conservation Legacy Award, Pittsburg Zoo & PPG Aquarium, USA (2015)[13]
- Panda Personality of the Year (2019)[14]